# Provincie Reggio Emilia
Reggio Emilia (Provincia di Reggio Emilia) je italská provincie v oblasti Emilia-Romagna. Sousedí na západě s provincií Parma, na východě s provincií Modena, na severu s provincií Mantova a na jihu s provinciemi Massa-Carrara a Lucca. Před sjednocením Itálie bylo území současné provincie součástí Vévodství Modena.